# Mike + The Mechanics
Mike + The Mechanics è un gruppo musicale pop britannico fondato nel 1985 dal bassista e chitarrista dei Genesis Mike Rutherford. Oltre a Rutherford, la formazione iniziale comprendeva Paul Carrack, ex Roxy Music, alle voci e tastiere; Paul Young, ex Sad Café, alla voce; Adrian Lee alle tastiere; Peter Van Hooke, ex Van Morrison, alla batteria.

## Carriera
Caratteristica del gruppo è che ogni canzone fu scritta da Rutherford insieme a un altro elemento del gruppo (il compositore B.A. Robertson, il produttore Christopher Neil e negli anni a seguire anche i due cantanti). Rutherford riferì in un'intervista del 1995 che aveva bisogno di un compagno di scrittura per sviluppare le canzoni. Il gruppo esordì nel 1985 con un album omonimo, da cui furono tratti due singoli entrati nelle top ten, Silent Running (On Dangerous Ground) e All I Need Is a Miracle; entrambi rimasero in classifica anche per parte dell'anno successivo.
Nel 1986, Rutherford tornò a collaborare con i Genesis e Carrack si dedicò alla propria carriera solista. Il gruppo tornò in scena nel 1988 con The Living Years; il singolo omonimo, ispirato alla morte del padre di Rutherford, giunse ai primi posti nelle classifiche di vendita statunitensi.
Il terzo album, Word of Mouth giunse dopo un'ulteriore pausa, nel 1991. Il suo successo di pubblico fu probabilmente compromesso dall'uscita quasi contemporanea del nuovo lavoro dei Genesis, We Can't Dance.
In seguito il gruppo pubblicò Beggar on a Beach of Gold (1995), che ebbe un moderato successo in Gran Bretagna. Seguirono una raccolta (Hits in Britain, 1996) e due ulteriori album, M6, nel 1999 e Rewired nel 2004, unico album senza Paul Young (morto nel 2000), e accreditato a Mike + The Mechanics + Paul Carrack.
Nel 2011 esce The Road, album del ritorno con la nuova formazione, che oltre a Rutherford comprende ora i cantanti Andrew Roachford e Tim Howar.

## Discografia

### Album in studio
- 1985 - Mike + The Mechanics
- 1988 - The Living Years
- 1991 - Word of Mouth
- 1995 - Beggar on a Beach of Gold
- 1999 - M6
- 2004 - Rewired
- 2011 - The Road
- 2017 - Let Me Fly
- 2019 - Out of the Blue

### Live
- 2005 - Live at Shepard Bush

### Raccolte
- 1996 - Hits
- 2014 - The Singles 1985 - 2014 +Rarities

## Formazione

### Attuale
- Tim Howar – voce (2010-presente)
- Anthony Drennan – chitarra (2010-attuale)
- Andrew Roachford – tastiera, voce (2010-attuale)
- Mike Rutherford – basso, voce (1985-2005; 2010-attuale)
- Nicholas Collins - batteria (2023-presente)

### Membri precedenti
- Paul Carrack – voce, tastiera, chitarra, armonica a bocca (1985-2004)
- Paul Young – voce, chitarra, basso, tastiera (1985–2000; morto nel 2000)
- Peter Van Hooke – batteria (1985–1995)
- Adrian Lee – tastiera (1985–1995)
- Tim Renwick - chitarra (1988-1996)
- Jamie Moses - chitarra (2000-2005)
- Gary Wallis – batteria (2010-2023)